# Ptolemeusz Nios
Ptolemeusz Nios (gr.: Πτολεμαίος ό Nioς, Ptolemaίos ho Nios) (ur. ok. 298, zm. po 240 p.n.e.) – król Macedonii jako Ptolemeusz III w latach 279-277 p.n.e., koregent (współrządca) egipski razem z królem Ptolemeuszem II Filadelfem w latach 267-259 p.n.e., gubernator Telmessos od ok. 259/256 p.n.e. Identyfikowany z Ptolemeuszem z Telmessos oraz z Ptolemeuszem Bratem. Syn króla Tracji i Macedonii Lizymacha i królowej Arsinoe II, przyszłej królowej Egiptu.

## Życie

### Rządy w Macedonii
Ptolemeusz był najstarszym synem Lizymacha z jego trzeciego małżeństwa. W r. 281 p.n.e., po śmierci ojca, przebywał z matką w Kassandrei. Królem Macedonii został Ptolemeusz II Keraunos. Zwolennicy zabitego Lizymacha uznawali go za uzurpatora. Ptolemeusz, syn Lizymacha, uzyskał wsparcie Monuniosa, króla Ilirii. Wspólnie urządzili wyprawę na zachodnią Macedonię, lecz zostali odparci. Arsinoe była zmuszona poślubić Ptolemeusza Keraunosa, swego brata przyrodniego. Ten po uroczystościach weselnych zadał śmierć Lizymachowi i Filipowi, dwóm młodszym synom Arsinoe i Lizymacha. Matka Arsinoe uciekła na wyspę Samotrakę do świątyni Kabirów. W r. 279 p.n.e. Ptolemeusz III po śmierci ojczyma i krótkich rządach dwóch królów został obrany na króla Macedonii, bowiem Sostenes odmówił przyjęcia tronu. Ten zażądał tylko złożenia mu przysięgi, jako dowódcy. W r. 277 p.n.e. Ptolemeusz III został zapewne usunięty z tronu po śmierci Sostenesa. Utracił bowiem wsparcie popularnego wodza. Następnym królem został Aleksander VI Arridajos, brat przyrodni.

### W Egipcie
W r. 277 p.n.e. Ptolemeusz prawdopodobnie przybył do Egiptu wraz z Arsinoe. Matka dążyła tam do ślubu z Ptolemeuszem II Filadelfem, rodzonym bratem i królem Egiptu. Arsinoe II, po doprowadzeniu do usunięcia jego legalnej żony Arsinoe I, poślubiła swego brata. W r. 270 p.n.e. król Ptolemeusz II, po jej śmierci, pogrążył się w smutku. Po wydaniu decyzji, co do uczczenia jej pamięci, postanowił adoptować Ptolemeusza, syna Arsinoe II i Lizymacha. Młodszy Ptolemeusz otrzymał, celem rozróżnienia, przydomek Nios („Syn”). Król uczynił go także współregentem. Współrządził z nim w latach 267-259 p.n.e. Nios reprezentował króla w Milecie, informując go o tamtejszej sytuacji politycznej ok. r. 262 p.n.e. Z jakichś nieznanych powodów król usunął Niosa ze współrządów, bowiem następcą uczynił Ptolemeusza (III), swego syna z Arsinoe I. Prawdopodobnie przyczyną był jego udział w buncie Timarchosa w Milecie w roku 259 p.n.e. Część uczonych uważa, że Ptolemeusz Nios wówczas zginął.

### Ostatnie lata
Ptolemeusz Nios dość szybko doszedł do łask po buncie w r. 259 p.n.e. Król zapewne przebaczył mu z obawy przed rosnącą potęgą Seleucydów w rejonie. Antioch II Theos bowiem zdobył miasto Milet. Na pewno, istotnym warunkiem przebaczenia było, żeby Ptolemeusz z Telmessos wyrzekł się jakichkolwiek żądań, które miał do tronu egipskiego. Od tego czasu wrócił do poprzedniego stanu do używania dawnego biologicznego imienia rodowego „Syn”. Trzymał we władaniu Telmessos, małoazjatyckie miasto Licji Rządził tam, jako przeciwwaga Seleucydów, po luźną kontrolą egipską od ok. r. 259/256 p.n.e.
Przydomek „Brat” odnosił się do jego relacji z Ptolemeuszem III, nowym królem egipskim. Ptolemeusz Nios, w czasach III wojny syryjskiej (246-241 p.n.e.), nadal rządził jako gubernator w Licji przed r. 242/241 p.n.e. Po raz ostatni został wzmiankowany w zachowanej inskrypcji, datowanej na Dystros (miesiąc w kalendarzu macedońskim) 7 roku panowania króla Ptolemeusza III (luty 240 p.n.e.). Prawdopodobnie zmarł w następnej dekadzie mając ok. 60 lat. Ptolemeusz pozostawił po sobie syna Lizymacha, wzmiankowanego ok. r. 220 p.n.e.